# لاسي شلوتر
لاسي شلوتر (بالألمانية: Lasse Schlüter)‏ هو لاعب كرة قدم ألماني، ولد في 27 أبريل 1992 في هامبورغ في ألمانيا. لعب مع نادي هامبورغ.

## وصلات خارجية
- لاسي شلوتر على موقع قاعدة بيانات كرة القدم.إي يو (الإنجليزية)
- لاسي شلوتر على موقع Soccerway.com (الإنجليزية)
- لاسي شلوتر على موقع عالم كرة القدم.نت (الإنجليزية)